# Aphonopelma caniceps
Aphonopelma caniceps é uma espécie de aranha pertencente à família Theraphosidae (tarântulas).